# Николай Державин
Николай Севастиянович Державин (на руски: Никола́й Севастья́нович Держа́вин) е съветски филолог и историк, славист и българист, академик.

## Биография
Роден е на 15 декември 1877 година в село Преслав, Таврическа губерния, което е населено главно с таврически българи. През 1900 година завършва Нежинския университет. След установяването на комунистическия режим прави бърза кариера в Ленинградския държавен университет, като през 1922 – 1925 година е негов ректор. Известен е като привърженик на ненаучната лингвистична теория на Николай Мар.
Неколкократно е командирован в България (1903, 1909-1910, 1944 г.). Издава 4-томна история на България. Чете лекции в Софийския университет, като през 1944 г. е удостоен със званието доктор „honoris causa“. През 1946 г. е избран за член на БАН.
Николай Державин умира на 26 февруари 1953 година в Ленинград.

## Памет
На професор Николай Державин е наречена улица в квартал „Княжево“ в София (Карта), както и улица във Варна.